# Lamharra
Lamharra (en àrab لمحرة, Lamḥarra; en amazic ⵍⵎⵃⴰⵕⵕⴰ) és una comuna rural de la província de Rehamna, a la regió de Marràqueix-Safi, al Marroc. Segons el cens de 2014 tenia una població total de 9.477 persones.